# Бангладешско-ганские отношения
Бангладешско-ганские отношения — двусторонние дипломатические отношения между Бангладеш и Ганой. Отношения оцениваются как дружеские, обе стороны заинтересованы в их дальнейшем укреплении.

## Официальные визиты
В 2010 году бангладешский дипломат Мохаммед Миярул Куэйс посетил Аккру с официальным визитом.

## Экономическое сотрудничество
Обе страны обмениваются деловыми и официальными делегациями и проводят промышленные выставки для укрепления двустороннего экономического сотрудничества. В 2012 году высокопоставленная деловая делегация Бангладеш во главе с Шубхашишем Бозе, заместителем председателя Бюро содействия экспорту Бангладеша, посетила Гану, чтобы рассмотреть пути расширения двусторонней торговли между Бангладеш и Ганой. Бангладешские инвесторы проявили интерес к инвестициям в Гану из-за её выгодного расположения в Западной Африке и устойчивого экономического роста. Бангладешские товары, особенно одежда и фармацевтические препараты, были определены как товары с наибольшим потенциалом на рынке Ганы.

## Культурное сотрудничество
Многие ганские футболисты регулярно выступали за различные крупные футбольные клубы Бангладеш. Бангладеш в настоящее время стал одним из самых востребованных мест для ганских футболистов, желающих играть за границей.